# 淺色項冠鰕虎
淺色項冠鰕虎（学名：[Cristatogobius nonatoae] 错误：{{Lang}}：文本有斜体标记（帮助）），又名淺色項冠鰕虎魚，为鰕虎科項冠鰕虎魚屬下的一个种。